# Старий та новий міські татарські цвинтарі
Старий та новий міські татарські цвинтарі (крим. Eski şeer tatar mezarlıq, Yañı şeer tatar mezarlıq) — колишні кримськотатарські цвинтарі у Сімферополі, Автономна Республіка Крим, в Центральному районі.

## Опис

### Старий міській татарський цвинтар (Старий мусульманський цвинтар)44°56′18″пн.ш.34°06′19″сх.д./44.9384°пн.ш. 34.1054°сх.д./44.9384; 34.1054
Займав територію, обмежену з півночі вул. Футболістів (Татарська), зі сходу вул. Крилова (Кладбищенська) та Курцовською, з заходу вул. Училищна, з півдня вул. Червоноармійською (Армійська).
Головний вхід знаходився на вулиці Крилова, 63а, зараз тут знаходиться дитячий садок № 66 «Барвінок».
На цвинтарі знаходилися азизи (поховання) святих: Ваджип-азиз та Джевад-азиз та могила Ісмаїла Муфтізаде.

### Новий міській татарський цвинтар (Новий мусульманський цвинтар)44°56′04″пн.ш.34°06′22″сх.д./44.9344°пн.ш. 34.1062°сх.д./44.9344; 34.1062
Займав територію, обмежену з півночі вул. Червоноармійською (Армійська), зі сходу вул. Курцовська, із заходу вул. Козлова (Ново-Садова), з півдня вул. Жидкова (Вигінна).
На цвинтарі знаходилися могили Сеїта Озенбашли та Еміне Челебієвої.
На його території знаходиться школа № 21, дитячий садок та невеликий район приватних житлових будинків.

## Історія
До депортації кримських татар в Сімферополі були два великі кримськотатарські цвинтарі, після депортації обидва були розорені. Могили було знищено. Навіть каміння з надмогильних плит просто використовували як будівельний матеріал для різних будівель.
Навіть під час будівництва дитячого центру «Артек» використовували надгробки. У 1952 році туди приїхав відомий турецький поет Назим Хікмет, він піднімався до табору «Кіпарисний» і замість сходинки побачив могильну плиту з висловом із Корану. Того ж дня її прибрали.
На місці найбільшого «Старого татарського» цвинтаря спочатку почав зібратися стихійний ринок. Поступово територію обох цвинтарів забудували.
Але й тепер обидва цвинтарі легко вгадуються, дивлячись на знімки з космосу.
Сьогодні ця територія забудована частково житловими будинками, але в основному різними держустановами.
У 2018 році на території середньої школи № 21 у ході земляних робіт було виявлено людські останки.